# Salar de Purisunchi
El salar de Purisunchi es un salar ubicado en la Puna de Atacama al sureste del salar de Atacama en la Región de Antofagasta. A veces es llamado salar de Aguas Calientes.: 207 : Fig.1 
Al norte limita con la cuenca de la laguna Miscanti y también con la de la laguna Miñiques, de las cuales quedan separadas por el cerro Meniques (5916 m) y el cerro Tuyajto (5695 m); En el oriente colinda con las cuencas del salar de Pular y salar de Incahuasi, compartidas por Bolivia y Chile. Da ellas queda separada por los cordones de cerros Puruchare (5590 m) y Coransoque (5321 m). Sus aguas provienen del norte, desde la falda sur del cerro Tuyajto, y del sur, desde los cerros Puruchare.